# La Première (RTI)
La Première (RTI) este o televiziune publică generalistă din Coasta de Fildeș, a cărei primă difuzare a avut loc la 7 august 1963.

## Legături externe
- Site oficial